# Guntram
Guntram (Op. 25) es una ópera en tres actos con música de Richard Strauss y libreto en alemán del propio compositor. Fue estrenada el 10 de mayo de 1894 en Weimar. Fue la primera ópera de Strauss y muestra una fuerte influencia wagneriana. La música de Guntram es citada en el poema tonal de Strauss Ein Heldenleben. El compositor revisó la partitura en 1940.

## Historia
La ópera no tuvo mucho éxito, y fue sólo representada unas pocas veces en vida de Strauss. La primera representación tuvo lugar el 10 de mayo de 1894 en el Teatro Grossherzogliches en Weimar. El papel de soprano de Freihild fue cantado por Pauline de Ahna, la futura esposa de Strauss. Interpretaciones posteriores de Strauss incluyeron aquellas de Múnich el 16 de noviembre de 1895 y en Praga el 9 de octubre de 1901. Una interpretación en Fráncfort se dio el 9 de marzo de 1910 dirigida por Ludwig Rottenberg.
La versión revisada se dio por vez primera en Weimar el 29 de octubre de 1940, dirigida por Paul Sixt, y más tarde en 1942 en Berlín dirigido por Robert Heger.
En Hamburgo, el 4 de febrero de 1895, Gustav Mahler incluyó el Preludio al Acto 1 en su sexto concierto filarmónico. Incluyó los Preludios a los actos I y II en un concierto en Viena el 19 de febrero de 1899, y en Nueva York el 30 de marzo de 1910 con la Filarmónica de Nueva York.
Esta ópera rara vez se representa en la actualidad; en las estadísticas de Operabase no aparece entre las óperas representadas en el período 2005-2010.

## Personajes
| Personaje                                               | Tesitura        | Reparto del estreno, 10 de mayo de 1894 Director: Richard Strauss |
| ------------------------------------------------------- | --------------- | ----------------------------------------------------------------- |
| El viejo duque                                          | bajo            | Karl Bucha                                                        |
| Freihild, su hija                                       | soprano         | Pauline de Ahna, entonces prometida de Strauss                    |
| El duque Robert, su esposo                              | barítono        | Franz Schwarz                                                     |
| Guntram, cantante                                       | tenor           | Heinrich Zeller                                                   |
| Friedhold, cantante                                     | bajo            | Ferdinand Wiedey                                                  |
| El bufón del duque                                      | tenor           | Hans Gießen                                                       |
| Una anciana                                             | contralto       | Louise Tibelti                                                    |
| Un anciano                                              | tenor           | Hr. Lutz                                                          |
| Dos jóvenes                                             | bajos           | Hr. Barth Hermann Buche                                           |
| Tres vasallos                                           | bajos           | Hr. Fischer, Hr. Schustherr, Hr. Henning                          |
| Un mensajero                                            | barítono        | Hermann Buche                                                     |
| Cuatro minnesingers                                     | tenores y bajos | Hr. v. Szpinger, Hr. Knöfler, Hr. Glitsch, Hr. Weyrauch           |
| Vasallos, minnesingers, monjes, sirvientes y vagabundos |                 |                                                                   |

## Argumento
Ambientada en la Alemania medieval, la historia triangular de estilo wagneriano de amor y redención es sobre el trovador Guntram, el malvado duque Robert y su santa esposa Freihild. (La historia no tiene relación con el rey merovingio Gontrán I.)

## Grabaciones
| Año  | Reparto (Guntram Freihild El viejo duque Duque Robert Friedhold                   | Director, Teatro de ópera y orquesta                                             | Discográfica                  |
| ---- | --------------------------------------------------------------------------------- | -------------------------------------------------------------------------------- | ----------------------------- |
| 1981 | William Lewis, Carole Farley, Patrick Wheatley, Terence Sharpe, John Tomlinson    | John Pritchard Orquesta Sinfónica de la BBC y los BBC Singers                    | Audio CD: Gala Cat: GL 100787 |
| 2005 | Gian Luca Zampieri, Elena Comotti, Andrea Martin, Raphael Sigling, Thomas Gazheli | Gustav Kuhn Festival de Tirol, Erl Orquesta y coro masculino (Grabación en vivo) | DVD: Col Legno 80004          |